# Petra Ahrweiler

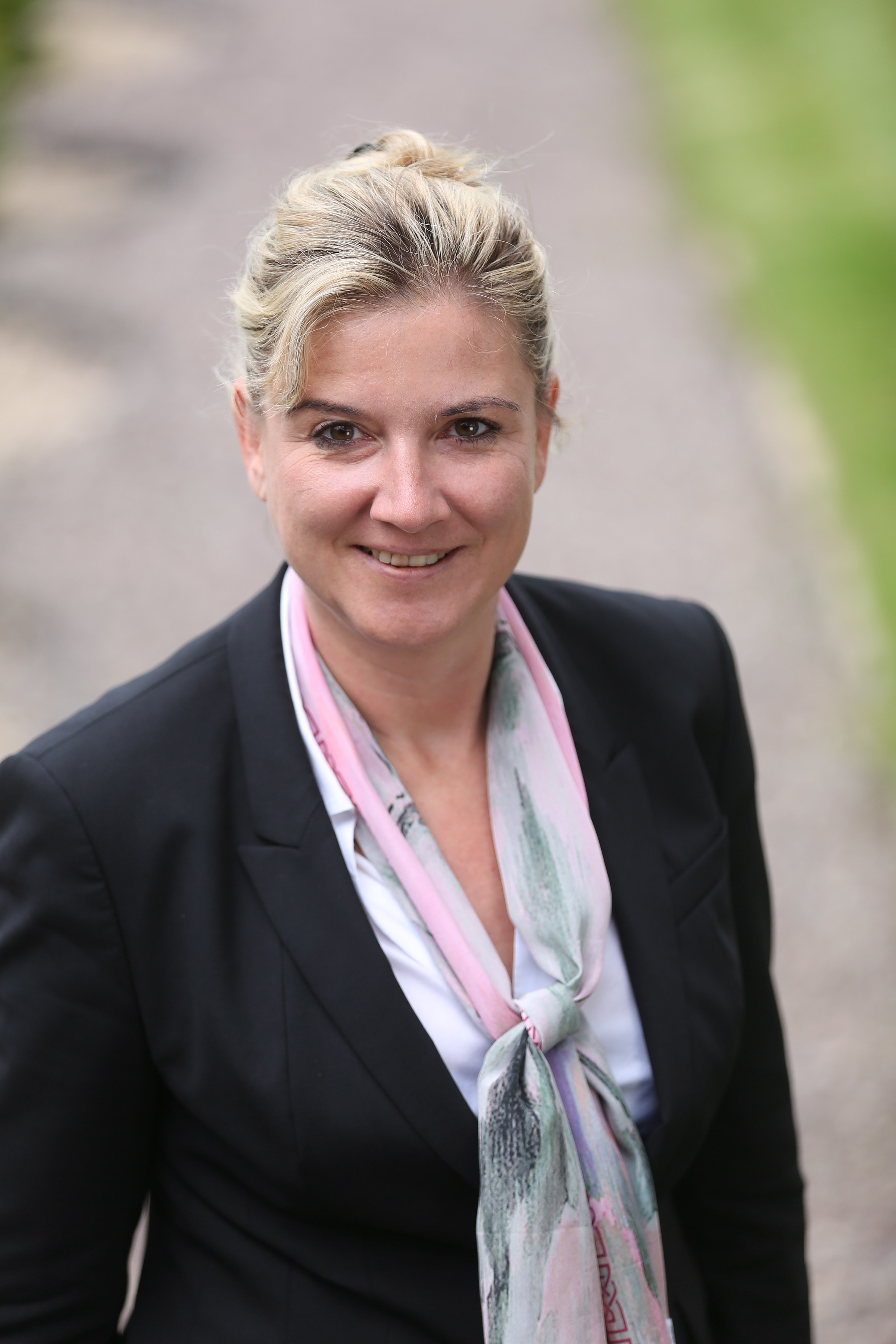
Petra Ahrweiler (2012)

Petra Ahrweiler (* 20. August 1963 in Hamburg) ist eine deutsche Soziologin, die an der Johannes Gutenberg-Universität Mainz einen Lehrstuhl für Technikfolgen- und Innovationsforschung innehat.

## Leben
Ahrweiler studierte Soziologie, Politikwissenschaft und Journalistik an der Universität Hamburg und erreichte 1989 mit einer von Dirk Kaesler betreuten Arbeit über Max Webers Rationalisierungsthese und das Problem der Theodizee den Abschluss als Diplom-Soziologin. 1994 wurde sie an der Freien Universität Berlin promoviert, der Titel ihrer Dissertationsschrift lautet Künstliche-Intelligenz-Forschung in Deutschland. Die Etablierung eines Hochtechnologie-Fachs. 1999 folgte die Habilitation an der Universität Bielefeld, ihre Habilitationsschrift hat den Titel Informationstechnik und Kommunikationsmanagement. Netzwerksimulation für die Wissenschafts- und Technikforschung. 
Nach der Wahrnehmung von Vertretungsprofessuren an der Universität Hamburg, wo sie von 2001 bis 2007 auch Leiterin des Bereichs Innovationsforschung an der Arbeitsstelle Medien und Politik war, war Ahrweiler von 2007 bis 2013 ordentliche Professorin für Technologie- und Innovationsmanagement am University College Dublin. Von 2008 bis 2012 war sie zudem als Gastprofessorin affiliiertes Mitglied der Fakultät Engineering Systems Division am Massachusetts Institute of Technology.
Sie leitete als Direktorin von März 2013 bis Juni 2017 die Forschungseinrichtung EA European Academy of Technology and Innovation Assessment in Bad Neuenahr-Ahrweiler. 
Ahrweilers Spezialgebiet ist die Simulation von Innovationsprozessen in komplexen sozialen Systemen.

## Schriften
- Künstliche Intelligenz-Forschung in Deutschland. Waxmann, New York 1995, ISBN 9783893252893.
- Informationstechnik und Kommunikationsmanagement: Netzwerksimulation für die Wissenschafts- und Technikforschung, Campus-Verl., Frankfurt/Main, New York 2001, ISBN 978-3-593-36768-2.